# Felshang an der Lochbachstraße

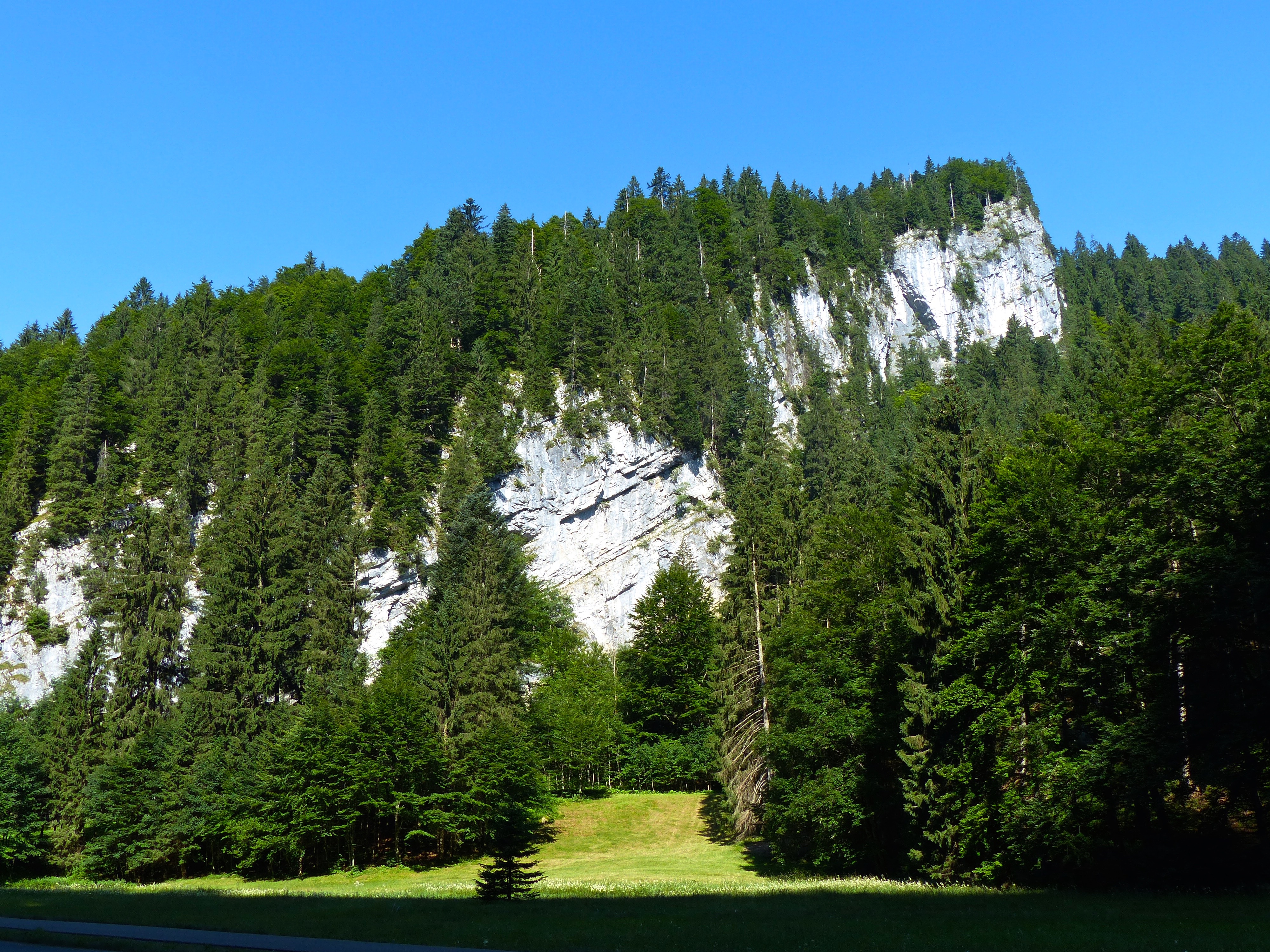
Felswand an der Lochbachstraße

Der Felshang an der Lochbachstraße ist ein Geotop südlich von Obermaiselstein im Landkreis Oberallgäu. Auf einer Länge von 200 Metern  sind unweit der Kreisstraße OA 5 Gesteinseinheiten der Unter- bis Oberkreide des Helvetikums aufgeschlossen.

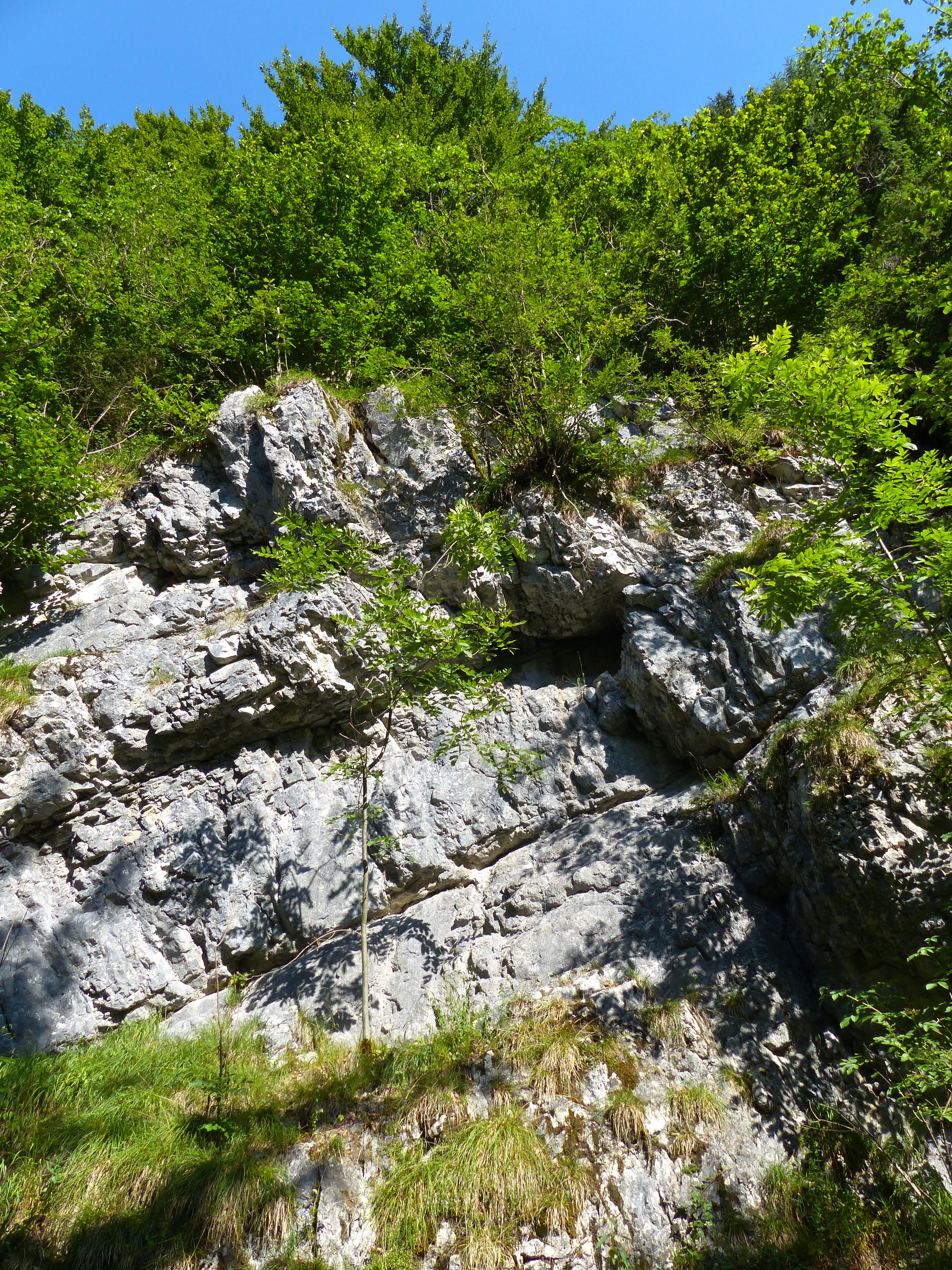
Gebankter Schrattenkalk

## Geologie
Im Straßenverlauf des für den öffentlichen Verkehr gesperrten Alpweg Lochbachtal wird in einer bis zu 25 m hohen Felswand die kretazische Schichtenfolge der helvetischen Decke angeschnitten. Das Profil mit den durchschnittlich mit 30 Grad nach Süden einfallenden Gesteinsschichten bildet hier den Südflügel der Schwarzenberg-Antiklinale.
Die ältesten Gesteine befinden sich am Anfang der Lochbachstraße und werden aus den grauen, gebankten, fossilschuttführenden Schrattenkalken der Unterkreide gebildet, die ebenfalls auch weiter südlich in der Breitachklamm und im Helvetikum-Aufschluss an der Breitachstraße aufgeschlossen sind. Die darunter liegende Drusberg-Formation wurde im Profilverlauf nicht erschlossen, jedoch zeigen die Mergel an der Basis des Profils den Grenzbereich an.
Durch mikrofazielle Untersuchungen konnte nachgewiesen werden, dass sich in den mittleren bis oberen Partien des Schrattenkalkes auch Riffbildungen –  Bioherme  und Biostrome – eingelagert sind, die einen Durchmesser bis zu 50 Meter besitzen. Die eingelagerten Fossilien zeigen, dass die Riffe in einem flachen Meeresbereich im ruhigen Wasser abgelagert wurden. Insgesamt konnten im Profil drei Biostrom-Horizonte nachgewiesen werden: ein Austern-Korallen-Stromatoporen-Biostrom, ein Korallen-Stromatoporen-Biostrom und ein Rudisten-Biostrom.  Die Muscheln lebten als Erstbesiedeler auf den Sandböden im flachen Wasser und bildeten Hartgründe, die dann nachfolgend von den Korallen überwachsen wurden.
Partienweise sind in die Schrattenkalke geringmächtige klastische, terrestrische Schüttungen eingelagert. Die Schrattenkalk-Formation besitzt in diesem Aufschluss eine durchschnittliche Mächtigkeit von 90 m.
Diskordant überlagert werden im Straßenverlauf die Schrattenkalke durch eine glaukonitführende Sandsteinfolge der Garschella-Formation. Die Basis des Garschella-Sandsteins wird durch einen geringmächtigen konglomeratischen Aufarbeitungshorizont gebildet, in dem partienweise Phosphoritknollen  eingelagert sind.
Überlagert werden im weiteren Profilverlauf die Garschella-Sandsteine durch die Mergelsteine der oberkretazischen Amdener Schichten.
Damit umfassen die hier aufgeschlossenen Schichtenfolgen, die in einem überwiegend flachen Meer auf dem Schelf am Südrand der Europäischen Kontinentalplatte abgelagert wurden, einen Zeitraum von rund 35 Mio. Jahren – vom Aptium bis zum Coniacium. Die tektonische Deformation und Überschiebung des Helvetikums auf das nördliche Alpenvorland begann im Alttertiär.
Das Geotop Felshang an der Lochbachstraße  ist vom Bayerischen Landesamt für Umwelt als geowissenschaftlich wertvolles Geotop (Geotop-Nr. 780A004), mit einer Eignung als geotouristisches Objekt eingestuft worden. Das Profil zeigt  – von mikrofaziellen und tektonischen Unterschieden abgesehen – Gemeinsamkeiten mit dem Helvetikum-Profil an der Breitachstraße.